# Аринна
Аринна (хетт. Arinna, букв. «источник») — священный город хеттов, главный культовый центр солярной богини, известной как dUTU URUArinna «солнечная богиня Аринны», Ариннити. Аринна располагалась недалеко от Хаттусы, столицы Хеттского царства.
Название города Arinna обычно трактуется как лувийское, со значением «источник». Слово считается индоевропейским по происхождению и сравнивается с др.-инд. riṇáti, гот. rinno «поток», рус. ринуться. Если это так, то оно относится к корню *Arn и входит в ареал «древнеевропейской» гидронимии. Согласно другой точке зрения топоним — хурритский, доиндоевропейского происхождения, и сравнивается с удин. ор-эин «источник».